# Kassim Abdallah
Kassim Abdallah Mfoihaia (Marseille, 9 april 1987) is een Frans-Comorees voetballer die bij voorkeur als rechtsback speelt. Hij verruilde in 2017 AC Ajaccio voor Al-Raed. In 2007 maakte Abdallah zijn debuut in het Comorees voetbalelftal.

## Clubcarrière
In juli 2009 tekende Abdallah transfervrij een contract bij CS Sedan, nadat hij bij US Marignane in de Franse amateurcompetities uitkwam. Bij Sedan speelde hij in drie competitieseizoenen 94 competitiewedstrijden in de Ligue 2. Zijn debuut had Abdallah gemaakt op 16 oktober 2009 tegen Tours FC (2–0 winst). Op 31 augustus 2012, de laatste dag van de zomerse transferperiode, legde Olympique Marseille hem vast voor vier jaar. Met die club bereikte hij in het seizoen 2012/13 de tweede plaats van de eerste competitie van Frankrijk. In dat seizoen kwam Kassim Abdallah in dertien duels tot speelminuten; negentienmaal moest hij genoegen nemen met een plaats op de reservebank. Op 29 januari 2014 tekende hij een contract bij Évian Thonon Gaillard FC tot juni 2016. Zijn debuut maakte Abdallah op 1 februari tegen Ajaccio AC (1–1). Hij speelde de volledige wedstrijd.

## Statistieken
| Seizoen | Club                     | Land          | Competitie                | Wed. | Doelp. |
| ------- | ------------------------ | ------------- | ------------------------- | ---- | ------ |
| 2007/08 | US Marignane             | Frankrijk     | Championnat National 2    | 11   | 0      |
| 2008/09 | US Marignane             | Frankrijk     | Championnat National 2    | 22   | 0      |
| 2009/10 | CS Sedan                 | Frankrijk     | Ligue 2                   | 23   | 0      |
| 2010/11 | CS Sedan                 | Frankrijk     | Ligue 2                   | 36   | 0      |
| 2011/12 | CS Sedan                 | Frankrijk     | Ligue 2                   | 30   | 1      |
| 2012/13 | CS Sedan                 | Frankrijk     | Ligue 2                   | 5    | 1      |
| 2012/13 | Olympique Marseille      | Frankrijk     | Ligue 1                   | 13   | 0      |
| 2013/14 | Olympique Marseille      | Frankrijk     | Ligue 1                   | 10   | 0      |
| 2013/14 | Évian Thonon Gaillard FC | Frankrijk     | Ligue 1                   | 11   | 0      |
| 2014/15 | Évian Thonon Gaillard FC | Frankrijk     | Ligue 1                   | 30   | 0      |
| 2015/16 | Évian Thonon Gaillard FC | Frankrijk     | Ligue 2                   | 25   | 0      |
| 2016/17 | AC Ajaccio               | Frankrijk     | Ligue 2                   | 29   | 0      |
| 2017/18 | Al-Raed                  | Saoedi-Arabië | Saudi Professional League | 10   | 0      |
| Totaal  | Totaal                   | Totaal        | Totaal                    | 255  | 2      |

## Interlandcarrière
Abdallah maakte in 2007 zijn debuut in het Comorees voetbalelftal. Hij speelde zijn eerste interland tegen Madagaskar. Sindsdien speelde hij meer dan twintig interlands.